# 張元諭
張元諭（1519年—？），字伯啓，號月泉，浙江金華府浦江縣人，明朝政治人物。

## 生平
嘉靖二十二年（1543年）癸卯科浙江鄉試第三十四名舉人。嘉靖二十六年（1547年）中式丁未科會試第一百十四名，登第二甲第五十一名進士。禮部觀政，授工部主事，升本部员外郎、郎中，降常州府通判，升庐州府、安庆府同知，三十八年任江西吉安府知府，嘉靖四十二年（1563年）任廣西桂林府知府。调寻甸军民府知府，隆慶三年（1569年）正月升雲南按察司副使，四年十月被弹劾致仕。

## 家族
曾祖張子治，壽官；祖父張文柚；父張孟晶，母戴氏。具庆下。子应迈、应阳。